# Grand Prix Kanady 1982
Grand Prix Kanady 1982 (oryg. Grand Prix Labatt du Canada) – ósma runda Mistrzostw Świata Formuły 1 w sezonie 1982, która odbyła się 13 czerwca 1982, po raz piąty na torze Circuit Gilles Villeneuve.
21. Grand Prix Kanady, 15. zaliczane do Mistrzostw Świata Formuły 1.
Tuż po starcie Riccardo Paletti uderzył w stojący przed nim bolid Ferrari Didiera Pironiego z prędkością około 200 km/h. Paletti zginął na miejscu, a jego bolid się zapalił. Przez 15 minut strażacy, kierowcy i ratownicy medyczni walczyli z pożarem.

## Klasyfikacja
| Legenda oznaczeń w tabelach wyników Wyświetl szablon na nowej stronie | Legenda oznaczeń w tabelach wyników Wyświetl szablon na nowej stronie                                                                     |
| Oznaczenie                                                            | Wyjaśnienie |
| --------------------------------------------------------------------- | --- |
| Złoty                                                                 | Zwycięzca lub mistrzostwo |
| Srebrny                                                               | 2. miejsce lub wicemistrzostwo |
| Brązowy                                                               | 3. miejsce lub II wicemistrzostwo |
| Zielony                                                               | Ukończył, punktował (w klasyfikacji generalnej, gdy zdobył co najmniej jeden punkt na przestrzeni sezonu, poza trzema powyższymi opcjami) |
| Niebieski                                                             | Ukończył, nie punktował (w klasyfikacji generalnej, gdy nie zdobył co najmniej jednego punktu na przestrzeni sezonu)                      |
| Czerwony                                                              | Nie zakwalifikował się (NZ) |
| Czerwony                                                              | Nie prekwalifikował się (NPK) |
| Różowy                                                                | Nie ukończył (NU) |
| Różowy                                                                | Niesklasyfikowany (NS) (w klasyfikacji generalnej, gdy nie został sklasyfikowany w żadnym wyścigu sezonu)                                 |
| Czarny                                                                | Zdyskwalifikowany (DK) |
| Czarny                                                                | Wykluczony (WYK/EX) |
| Biały                                                                 | Nie wystartował (NW) |
| Biały                                                                 | Kontuzjowany (K/INJ) |
| Biały                                                                 | Wyścig odwołany (OD/C) |
| Bez koloru                                                            | Został wycofany (WYC/WD) |
| Bez koloru                                                            | Nie przybył (NP/DNA) |
| Bez koloru                                                            | Nie brał udziału w treningach (NT/DNP) |
| Bez koloru                                                            | Nie został zgłoszony (–) |
| Pogrubienie                                                           | Start z pole position |
| Kursywa                                                               | Najszybsze okrążenie wyścigu |
| †                                                                     | Nie ukończył, ale jego rezultat został zaliczony ze względu na przejechanie więcej niż 90% dystansu wyścigu.                              |
| *                                                                     | Sezon w trakcie |
| 1/2/3                                                                 | Punktowana pozycja w sprincie kwalifikacyjnym                                                                                             |
| Lista systemów punktacji Formuły 1                                    | |

| Poz | Nr | Kierowca           | Team            | Okrążenia | Czas/Strata            | Grid | Punkty |
| --- | -- | ------------------ | --------------- | --------- | ---------------------- | ---- | ------ |
| 1   | 1  | Nelson Piquet      | Brabham-BMW     | 70        | 1:46:39.577            | 4    | 9      |
| 2   | 2  | Riccardo Patrese   | Brabham-Ford    | 70        | + 13.799               | 8    | 6      |
| 3   | 7  | John Watson        | McLaren-Ford    | 70        | + 1:01.836             | 6    | 4      |
| 4   | 11 | Elio de Angelis    | Lotus-Ford      | 69        | + 1 okrążenie          | 10   | 3      |
| 5   | 29 | Marc Surer         | Arrows-Ford     | 69        | + 1 okrążenie          | 16   | 2      |
| 6   | 22 | Andrea de Cesaris  | Alfa Romeo      | 68        | Wyciek paliwa          | 9    | 1      |
| 7   | 5  | Derek Daly         | Williams-Ford   | 68        | Wyciek paliwa          | 13   |        |
| 8   | 30 | Mauro Baldi        | Arrows-Ford     | 68        | + 2 okrążenia          | 17   |        |
| 9   | 28 | Didier Pironi      | Ferrari         | 67        | + 3 okrążenia          | 1    |        |
| 10  | 25 | Eddie Cheever      | Ligier-Matra    | 66        | Wyciek paliwa          | 12   |        |
| 11  | 17 | Jochen Mass        | March-Ford      | 66        | + 4 okrążenia          | 22   |        |
| NS  | 4  | Brian Henton       | Tyrrell-Ford    | 59        | Niesklasyfikowany      | 26   |        |
| NU  | 6  | Keke Rosberg       | Williams-Ford   |           | Awaria skrzyni biegów  |      |        |
| NU  | 18 | Raúl Boesel        | March-Ford      |           | Awaria silnika         |      |        |
| NU  | 3  | Michele Alboreto   | Tyrrell-Ford    |           | Awaria silnika         |      |        |
| NU  | 15 | Alain Prost        | Renault         |           | Awaria silnika         |      |        |
| NU  | 16 | René Arnoux        | Renault         |           | Wypadnięcie z toru     |      |        |
| NU  | 10 | Eliseo Salazar     | ATS-Ford        |           | Awaria silnika         |      |        |
| NU  | 8  | Niki Lauda         | McLaren-Ford    |           | Awaria chłodnicy       |      |        |
| NU  | 26 | Jacques Laffite    | Ligier-Matra    |           | Awaria pompy paliwowej |      |        |
| NU  | 14 | Roberto Guerrero   | Ensign-Ford     |           | Awaria chłodnicy       |      |        |
| NU  | 23 | Bruno Giacomelli   | Alfa Romeo      |           | Wypadek                |      |        |
| NU  | 12 | Nigel Mansell      | Lotus-Ford      |           | Wypadek                |      |        |
| WD  | 31 | Jean-Pierre Jarier | Osella-Ford     |           | Wycofanie się          |      |        |
| NU  | 32 | Riccardo Paletti   | Osella-Ford     |           | Tragiczny wypadek      |      |        |
| NU  | 33 | Geoff Lees         | Theodore-Ford   |           | Wypadek                |      |        |
| NZ  | 9  | Manfred Winkelhock | ATS-Ford        |           |                        |      |        |
| NZ  | 19 | Emilio de Villota  | March-Ford      |           |                        |      |        |
| NZ  | 20 | Chico Serra        | Fittipaldi-Ford |           |                        |      |        |

## Dodatkowe informacje
- Najszybsze okrążenie: Didier Pironi 1'28.323
- Ostatni wyścig: Riccardo Paletti (śmiertelny wypadek)